# Barichneumon plagiarius
Barichneumon plagiarius är en stekelart som först beskrevs av Wesmael 1848.  Barichneumon plagiarius ingår i släktet Barichneumon och familjen brokparasitsteklar. Arten är reproducerande i Sverige. Inga underarter finns listade.